# 香川・愛媛せとうち旬彩館
香川・愛媛せとうち旬彩館（かがわ・えひめ せとうちしゅんさいかん）は、香川県と愛媛県の特産品販売などを行う東京都港区にあるアンテナショップである。新橋マリンビル内の1･2階に存在し、特産品ショップ (1F)、イベントスペース (1F)、せとうち郷土料理「かおりひめ」 (2F)、観光交流コーナー (2F) で構成されている。ビルの屋上には、2012年11月8日から愛媛県今治市のゆるキャラバリィさんと今治造船の「いまぞう君」の看板が設置されている。

## 沿革
- 2003年3月25日 - オープン。
- 2012年2月17日 - 来場者数が400万人を突破[2]。

## 所在地
- 東京都港区新橋2丁目19－10 新橋マリンビル1・2階
- 1階
  - 特産品ショップ
  - イベントスペース
- 2階
  - せとうち郷土料理「かおりひめ」
  - 観光交流センター

### アクセス
- JR新橋駅銀座口より徒歩1分
- 東京メトロ銀座線新橋駅2番出口すぐ
- ゆりかもめ新橋駅より徒歩3分
- 都営浅草線新橋駅より徒歩3分
- 都営大江戸線汐留駅より徒歩5分